# Upplands runinskrifter 206
Upplands runinskrifter 206 är ett nu försvunnet vikingatida runstensfragment som funnits i Angarns kyrka, Angarns socken och Vallentuna kommun. Fragmentet har funnits "i kyrkodörren" och är troligen försvunnet sedan 1600-talet. Runstensfragmentet är 1,05 gånger 0,7 meter stort.

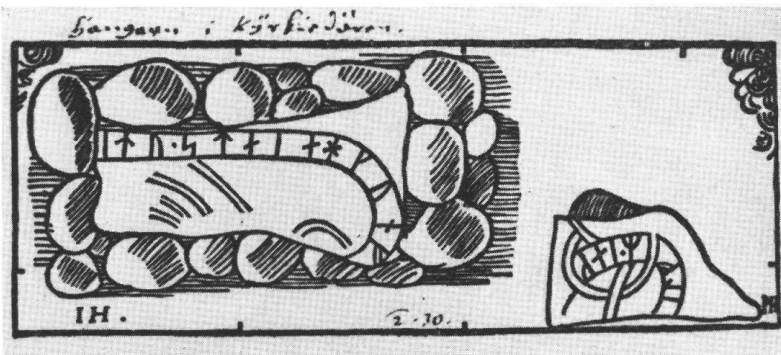
U 206 till vänster på bilden och Upplands runinskrifter 205 till höger.

## Inskriften
Translitterering av runraden:
[... ...itu · staia hkun f...]
Normalisering till runsvenska:
... [l]etu stæin haggva ...
Översättning till nusvenska:
... läto hugga stenen ...